# Берхгольц, Фридрих Вильгельм
Фридрих Вильгельм Беркгольц, устар. «Фридрих Вильгельм Берхгольц» (Бергхольц; Friedrich Wilhelm von Bergholtz; 1699, Гольштиния ‒ 1765, Висмар) — голштинский дворянин, в течение многих лет в детстве и юности живший в Российской империи, где его отец Вильгельм был генералом на императорской службе, и известный благодаря подробному дневнику о пребывании в России, который он вёл в 1721—1725 годах. Дневник Берхгольца позволяет восстановить картину придворной жизни на исходе царствования Петра Великого.

## Петровское время
Сын голштинца Вильгельма Берхгольца, генерала русской службы, участвовавшего в осаде Выборга (1710 год) и в Прутском походе (1711 год). Провёл детство и раннюю юность в России; в 1714 году он уехал в Германию, где служил недолгое время пажом при дворе герцога мекленбургского. Затем перешел на службу к герцогу голштинскому Карлу-Фридриху гоф-юнкером; сопровождая герцога, он побывал в Стокгольме и в Париже. В июне 1721 года в составе его свиты он приехал в Петербург за несколько дней до приезда сюда герцога Карла-Фридриха; состоя при нём камер-юнкером, он прожил в России шесть лет и вместе с герцогом в июле 1727 года уехал на родину, в Голштинию. В 1730-е годы он служил комендантом Кильского замка.

## Возвращение в Россию
Через 15 лет Берхгольцу снова пришлось посетить Россию. Он был назначен обер-камергером молодого голштинского герцога Карла-Петра-Ульриха, впоследствии императора Петра III, и в его свите 5 февраля 1742 года приехал в Петербург. Герцог, прибывший по желанию императрицы Елизаветы Петровны, был встречен очень радушно, и сопровождавшие его голштинцы получили большие награды; Берхгольцу 24 мая 1742 года был пожалован орден св. Александра Невского.
После объявления герцога наследником русского престола пребывание при дворе русского великого князя обер-камергера Берхгольца и обер-гофмаршала Брюммера было найдено неудобным. В 1746 году старый любимый камердинер великого князя был взят под стражу. Вслед за тем его обер-гофмаршал и обер-камергер, по настоянию канцлера Бестужева, должны были принять абшид и уехать за границу. Берхгольцу при отставке 9 августа 1746 года был пожалован Рейнбекский амт в Голштинии и назначена пенсия в размере получавшегося им жалованья (3491 рублей 50 копеек).

## Последние годы

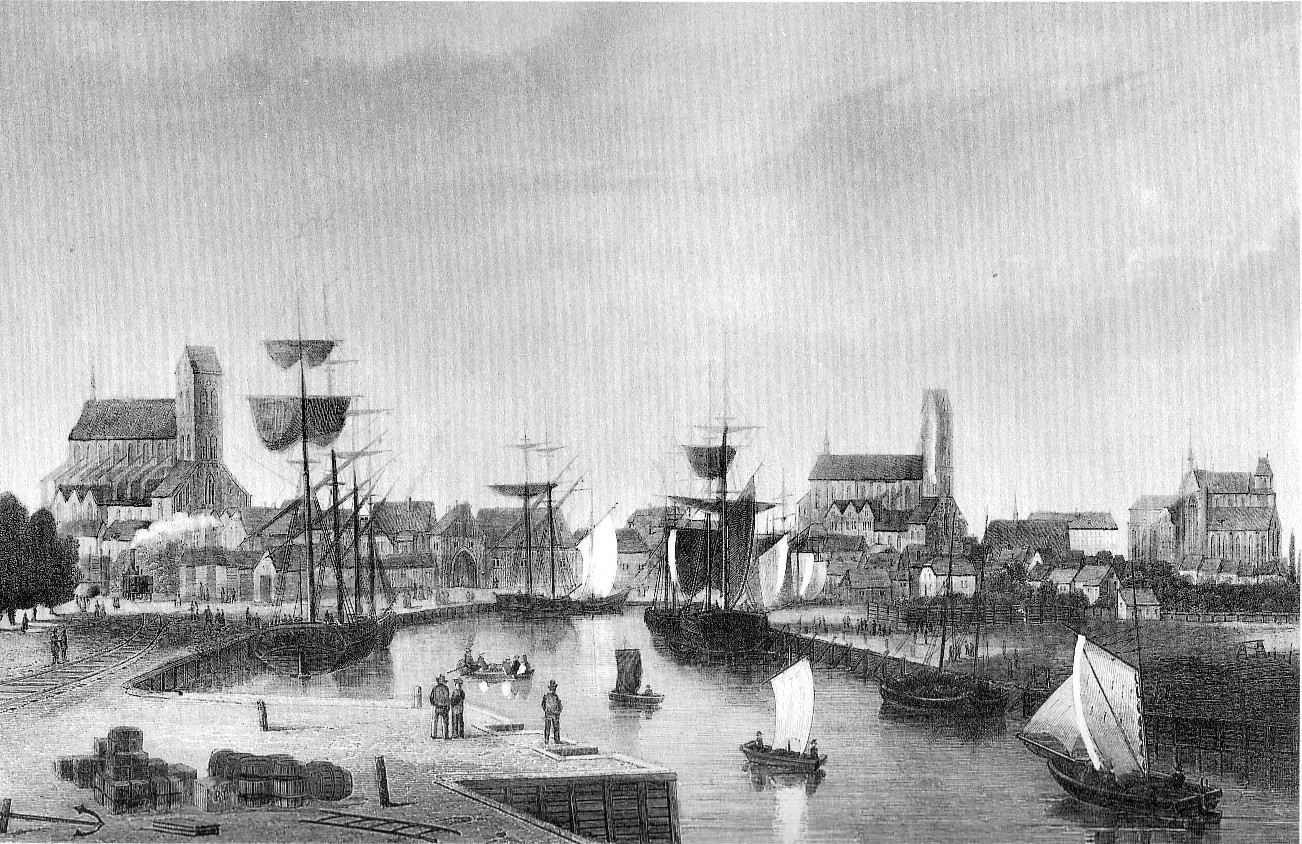
Город Висмар, где доживал свой век Берхгольц.

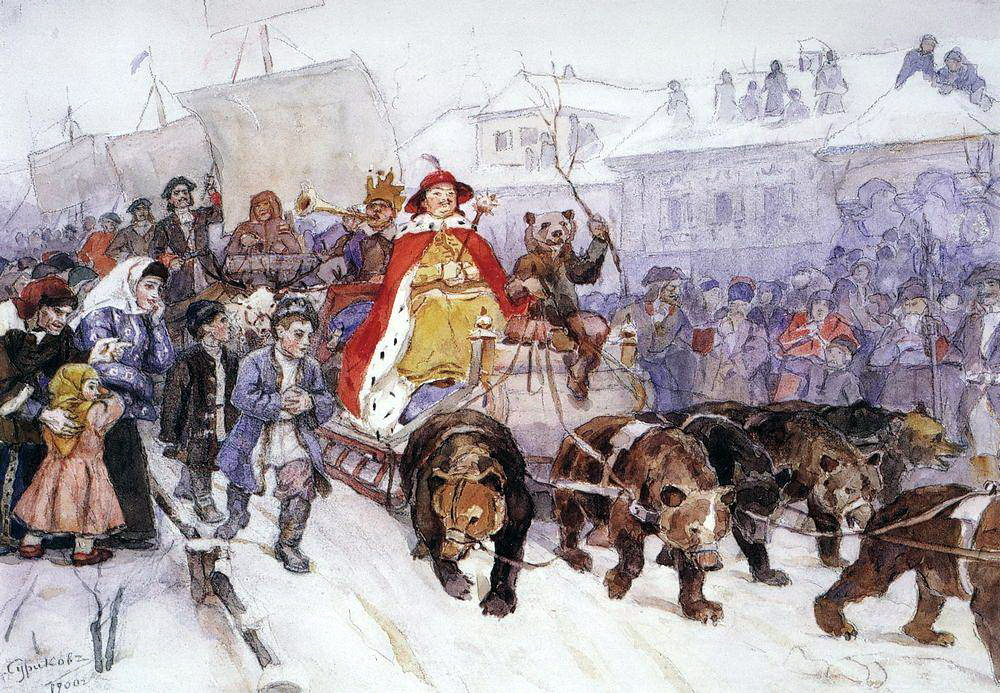
Изображение московского маскарада 1722 года выполнено Василием Суриковым по описанию камер-юнкера Берхгольца.

Уехав из России, Берхгольц поселился в Висмаре, где и жил до своей смерти. Выдача пенсий, назначенных ему и Брюммеру, была прекращена в 1748 году. Но когда по прошествии четырёх лет Берхгольц обратился к императрице Елизавете Петровне с просьбой о выдаче пенсии за четыре года, то русское правительство удовлетворило его ходатайство и в 1754 году выслало Берхгольцу и наследникам умершего к тому времени Брюммера 27549 рублей.
В одном из своих писем к императрице по этому делу Берхгольц писал в 1753 году, что со времени своего отъезда из России он ведёт печальную жизнь, будучи отягчен долгами.

## Дневник Берхгольца
Во время второго своего пребывания в России Берхгольц вёл в 1721—1725 годах подробный дневник. Узнав об этом, издатель альманаха Magazin für die neue Historié und Geographie Бюшинг в 1765 году усиленно просил Берхгольца предоставить ему дневник для напечатания, но автор дал уклончивый ответ. Вскоре после этого Берхгольц умер; Бюшингу удалось достать рукопись от наследников, и в 1785—1788 годах он напечатал дневник с небольшими сокращениями в томах 19—22 названного журнала.
Заметки дневника начинаются 13 апреля 1721 года, в день, когда автор получил приказание от герцога выехать из Парижа в Россию, и кончаются 30 сентября 1725 года. В 1857—1860 годах дневник был переведён и издан И. Аммоном; полный перевод этого труда выходил под названием «Дневник камер-юнкера Берхгольца», в 4-х частях (2-е издание, 1859—1862 годы). Всего на русском языке он был издан три раза. Историк Н. Устрялов весьма высоко ценил труд Берхгольца:
Никакое историческое художественное изложение не может дать столь верной идеи о тогдашнем времени, как простой безыскусственный, с тем вместе до мелочей отчетливый рассказ Берхгольца. Дневник его… превосходит всё, что ни писали иноземцы о Петре Великом.
Берхгольц превосходит большинство мемуаристов петровского времени точностью и детальностью описаний. Молодой камер-юнкер, автор дневника — наблюдатель объективный, беспристрастный, но в то же время и крайне мелочный. Он подробнейшим образом описывает всё то, что видел и слышал, сопутствуя своему государю; о Петре и его сподвижниках он имел представление лишь по встречам на ассамблеях и маскарадах.
Страна, народ, реформа его мало интересуют, но зато бесценны для историков в дневнике Берхгольца описания придворных празднеств, ассамблей, спусков кораблей, казней и тому подобного, дающие любопытные черты придворных нравов.

## Коллекция планов и чертежей
Во время своего пребывания в России Берхгольц заинтересовался местной архитектурой и подружился с петербургскими зодчими. Он выпрашивал, выменивал или покупал у них эскизы новых зданий или добивался возможности снять с них копии, для чего завёл помощника, перерисовывавшего чертежи пусть и не очень красиво, но быстро и достаточно точно.
В Петербурге как раз работали над проектом коренного преобразования города. Берхгольц за
короткое время собрал огромную коллекцию чертежей не только самых замечательных столичных зданий, но и последовательные изображения фасадов всех основных улиц северной столицы: 306 чертежей с изображением 331 сооружения. Над рисунком каждого дома он сам писал имя и звание владельца. Кроме того, продолжал делать зарисовки и чертежи во время своих путешествий, в том числе более двух десятков рисунков сооружений в Киеве, Козельце, Батурине, а также мельницы и почтовых станций, которые он встретил по дороге. Уезжая из России, Берхгольц почти полностью вывез свою коллекцию. В Петербурге осталось лишь два десятка первоначальных вариантов, которые позже попали в Эрмитаж. Каким-то образом основная часть коллекции была приобретена Швецией, предположительно для использования в военных целях, хотя подробности этой сделки остаются неизвестными.
Примерно до 1960-х гг. коллекция чертежей, вывезенных Берхгольцем, была засекречена и местонахождение её было неизвестно. После рассекречивания она хранится в Национальном музее Швеции в Стокгольме в составе так называемой «Тессин-Хорлеманской коллекции», названной в честь шведского военного и государственного деятеля Карла Густава Тессина. Как выявил шведский исследователь и архивный работник Бьёрн Хенрик Халльстрём, именно к нему Ф.В. Берхгольц обращался в 1749 г. с просьбой о пособии, после чего получил 1000 экю «за оказанные Швеции услуги», поэтому есть основания считать его владельцем коллекции или, как минимум, ведущим посредником в её приобретении.
В 2019 году петербургское издательство «Крига» приобрело права на издание копий чертежей из «Тессин-Хорлеманской коллекции» и издало коллекцию Берхгольца ограниченным тиражом в виде набора полноразмерных планшетов с отдельным томиком пояснений и комментариев.

## Публикации
- Берхгольц Ф.В. Дневник каммер-юнкера Берхгольца, веденный им в России в царствование Петра Великого, с 1721-1725 год. / пер. И. Аммон: [в 4 ч.] - М., Ч. 1: 1721-й год. 1857. 271 с. Ч. 2: 1722-й год. 1858. 358 с. Ч. 3: 1723-й год. 1860. 292 с. Ч. 4: 1724-й и 1725-й годы. 1862.
- Отрывки переизданы в 2000 году:
  - Неистовый реформатор: Иоганн-Готтгильф Фоккеродт, Фридрих-Вильгельм Берхгольц. М., 2000.
  - Юность державы: Фридрих-Вильгельм Берхгольц, Геннинг-Фридрих Бассевич. М., 2000.